# Saarijärvi (sjö i Kuhmo, Kajanaland)
Saarijärvi är en sjö i kommunen Kuhmo i landskapet Kajanaland i Finland. Sjön ligger 202,7 meter över havet. Arean är 56 hektar och strandlinjen är 5,5 kilometer lång. Sjön  ingår i Uleälvens huvudavrinningsområde.   Den ligger omkring 70 kilometer öster om Kajana och omkring 480 kilometer nordöst om Helsingfors. 